# 비 오는 날 수채화 2
비 오는 날 수채화 2는 1993년 공개된 대한민국의 영화이다. 비 오는 날 수채화(1989)의 속편이다.

## 줄거리
지수는 마침내 감옥에서 풀려나 이복 언니 지현과 재회한다. 하지만 그의 아버지는 둘 다 몰랐던 어두운 비밀을 품고 있었다. 지수와 지현은 둘 다 이복 남매였다.

## 배역
- 옥소리
- 김명수
- 이경영

## 수상
- 1993년 제14회 청룡영화상
  - 신인남우상 - 김명수